# Les Salles-du-Gardon
Les Salles-du-Gardon [le sal dy ɡaʁdɔ̃] ist eine französische Kleinstadt mit 2403 Einwohnern (Stand 1. Januar 2022) im Département Gard in der Region Okzitanien.

## Geografie
Die Gemeinde Les Salles-du-Gardon liegt am Mittellauf des Gardon d’Alès etwa zehn Kilometer nördlich von Alès. Die Cevennen-Bahnlinie zwischen Clermont-Ferrand und Nîmes durchquert den Ort.

## Bevölkerungsentwicklung
| Jahr                       | 1962 | 1968 | 1975 | 1982 | 1990 | 1999 | 2006 | 2017 |
| Einwohner                  | 5357 | 4548 | 3904 | 3534 | 3063 | 2571 | 2585 | 2600 |
| Quellen: Cassini und INSEE |      |      |      |      |      |      |      |      |